# Rysostrzępiak łuskowaty

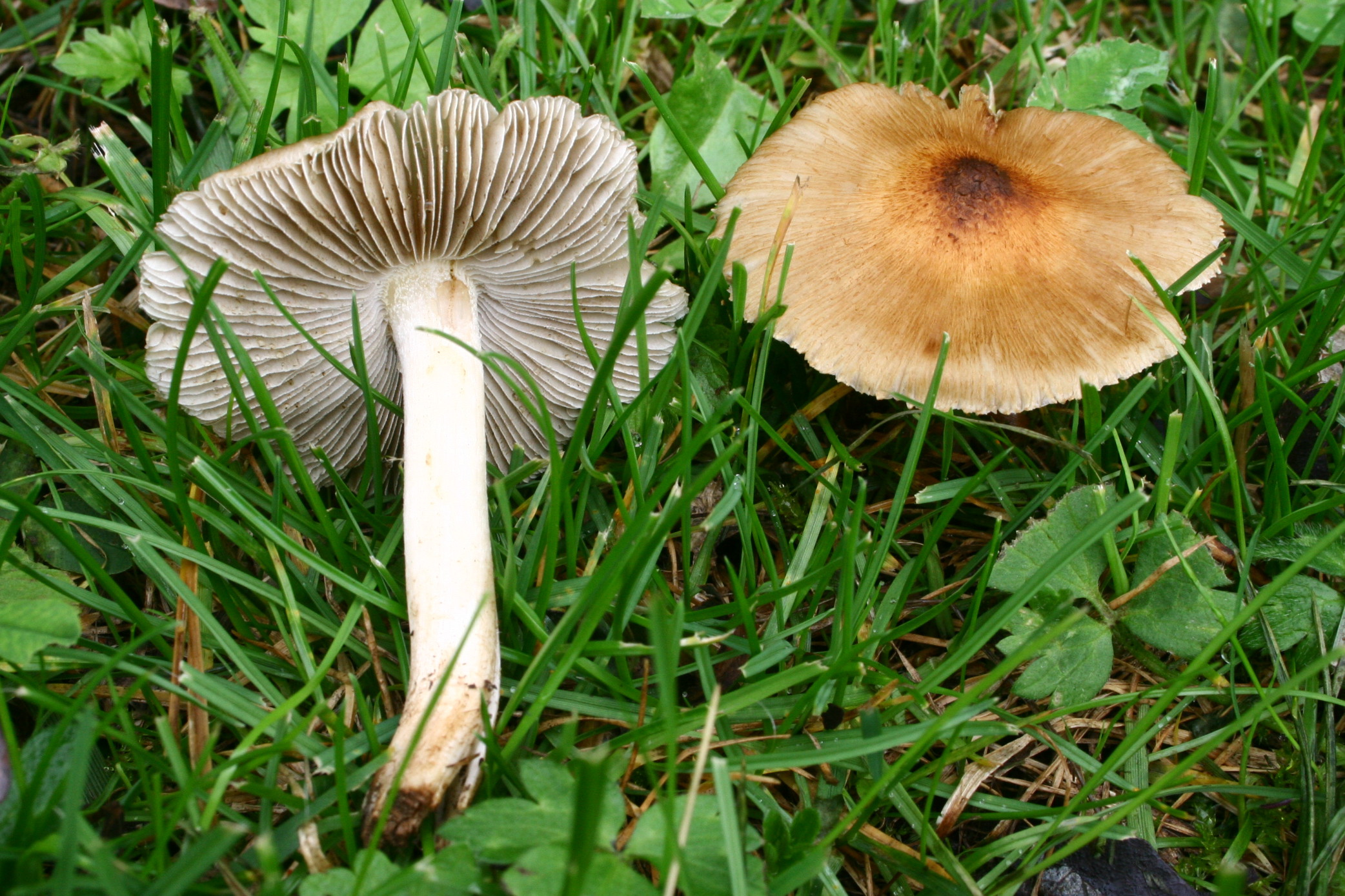

Rysostrzępiak łuskowaty (Pseudosperma squamatum  (J.E. Lange) Matheny & Esteve-Rav.) – gatunek grzybów należący do rodziny strzępiakowatych (Inocybaceae).

## Systematyka i nazewnictwo
Pozycja w klasyfikacji według Index Fungorum: Pseudosperma, Inocybaceae, Agaricales, Agaricomycetidae, Agaricomycetes, Agaricomycotina, Basidiomycota, Fungi.
Po raz pierwszy zdiagnozował go w 1917 r. Jakob Emanuel Lange nadając mu nazwę Inocybe squamata. Obecną, uznaną przez Index Fungorum nazwę nadali mu Matheny & Esteve-Rav. w 2019 r.
Andrzej Nespiak w 1990 roku nadał mu nazwę polską strzępiak łuskowaty nadał. Po przeniesieniu go do rodzaju Pseudosperma nazwa polska stała się niespójna z nazwą naukową. W 2021 r. Komisja ds. Polskiego Nazewnictwa Grzybów zarekomendowała nazwę twardoskórzak pucharkowaty.

## Morfologia
Kapelusz
Średnica do 2–6 cm, stożkowato-wypukły z niewielkim garbkiem. Brzeg prosty i nieregularnie powycinany. Powierzchnia sucha, jedwabista, złotobrązowa z oliwkowym odcieniem, pokryta włókienkami oraz delikatnymi, krótkimi i przypłaszczonymi łuseczkami. Pod nimi prześwituje jaśniejszy miąższ.
Blaszki
Szeroko zatokowato wycięte lub prawie wolne, początkowo żółtawo-oliwkowe, potem rdzawe lub płowoszare. Ostrza wyraźnie jaśniejsze.
Trzon
Wysokość 3–7 cm, grubość 0,5–1 cm, mięsisty, walcowaty, u podstawy nieco zgrubiały, początkowo pełny, potem pusty. Powierzchnia złotooliwkowa, w górnej części jaśniejsza i nieco oprószona.
Miąższ
W kapeluszu białawy, w trzonie żółtawy, bez smaku, o zapachu spermy lub zgniłego sera.
Cechy mikroskopowe
Zarodniki fasolkowate, 6,5–12 × 4,5–5,5 µm. Cystydy gładkie, maczugowate, 30–50 × 9–13 µm.

## Występowanie
Znane jest występowanie strzępiaka pomarańczowoczerwonawego w niektórych krajach Europy. Jest rzadki. Znajduje się na Czerwonej liście roślin i grzybów Polski. Ma status R – gatunek potencjalnie zagrożony z powodu ograniczonego zasięgu geograficznego i małych obszarów siedliskowych. 
Grzyb mikoryzowy. Występuje na ziemi w lasach i parkach. Spotykany pod bukami, topolami, dębami, świerkami, olszami, wierzbami.

## Gatunki podobne
Strzępiak łuskowaty ma pośrednie cechy pomiędzy tzw. strzępiakiem porysowanym (Pseudosperma rimosum (Bull.) Matheny & Esteve-Rav. 2019) a rysostrzępiakiem perłowym (Pseudosperma perlatum (Cooke) Matheny & Esteve-Rav. 2019). Od rysostrzępiaka porysowanego odróżnia się bardziej brązowooliwkowym kapeluszem i barwą trzonu, od rysostrzępiaka perłowego łuseczkami na szczycie kapelusza i niepodgiętym brzegiem. Według J.E. Langego rysostrzępiak łuskowaty jest pośrednią formą między tymi gatunkami.